# Adontomerus gregalis
Adontomerus gregalis är en stekelart som först beskrevs av Wallace A. Steffan 1964.  Adontomerus gregalis ingår i släktet Adontomerus och familjen gallglanssteklar. Inga underarter finns listade i Catalogue of Life.